# Danity Kane
Danity Kane war eine US-amerikanische Girlgroup von fünf Sängerinnen, die im Jahr 2006 aus der dritten Staffel des von MTV ausgestrahlten und von Rapper P. Diddy ausgerichteten Gesangwettbewerbs Making the Band hervorgegangen ist.

## Bandgeschichte

### 2005:Making the Band
Im Juli 2005 zählten Shannon Bex, Aundrea Fimbres, Aubrey O’Day, Dawn Richard und Wanita „D. Woods“ Woodgette zu 18 (aus ursprünglich rund 10.000) jungen Frauen, die nach einem bestandenen Vorsingen, mehreren erfolgreichen Recalls, Umstrukturierungen und einer neu angesetzten Staffel im Rahmen des von MTV ausgestrahlten Gesangswettbewerbs Making the Band 3 in ein Loft nach New York City zogen, um dort an einem nachfolgenden Workshop teilzunehmen. Während des mehrmonatigen Gesangs- und Tanztrainings unter Leitung der Choreographin Laurie Ann Gibson, des Sängers Doc Holiday und des Talentmanagers Johnny Wright verminderte sich die Anzahl der Teilnehmerinnen unter Urteil von Rapper P. Diddy auf elf.
Am 8. Dezember 2005 erfuhren Bex, Fimbres, O’Day, Richard und Woodgette schließlich innerhalb einer Sonderausgabe des Formates, dass sie als Siegerinnen des Wettbewerbes hervorgehen und Teil der endgültigen Formation werden würden. Wenig später bezog die Girlgroup, die sich fortan Danity Kane nannte (nach einer fiktiven Animezeichnung Dawns), ein neues gemeinsames Domizil in Manhattan und begann mit den Vorbereitungen zu ihrem Debütalbum.

### 2006:Danity Kane

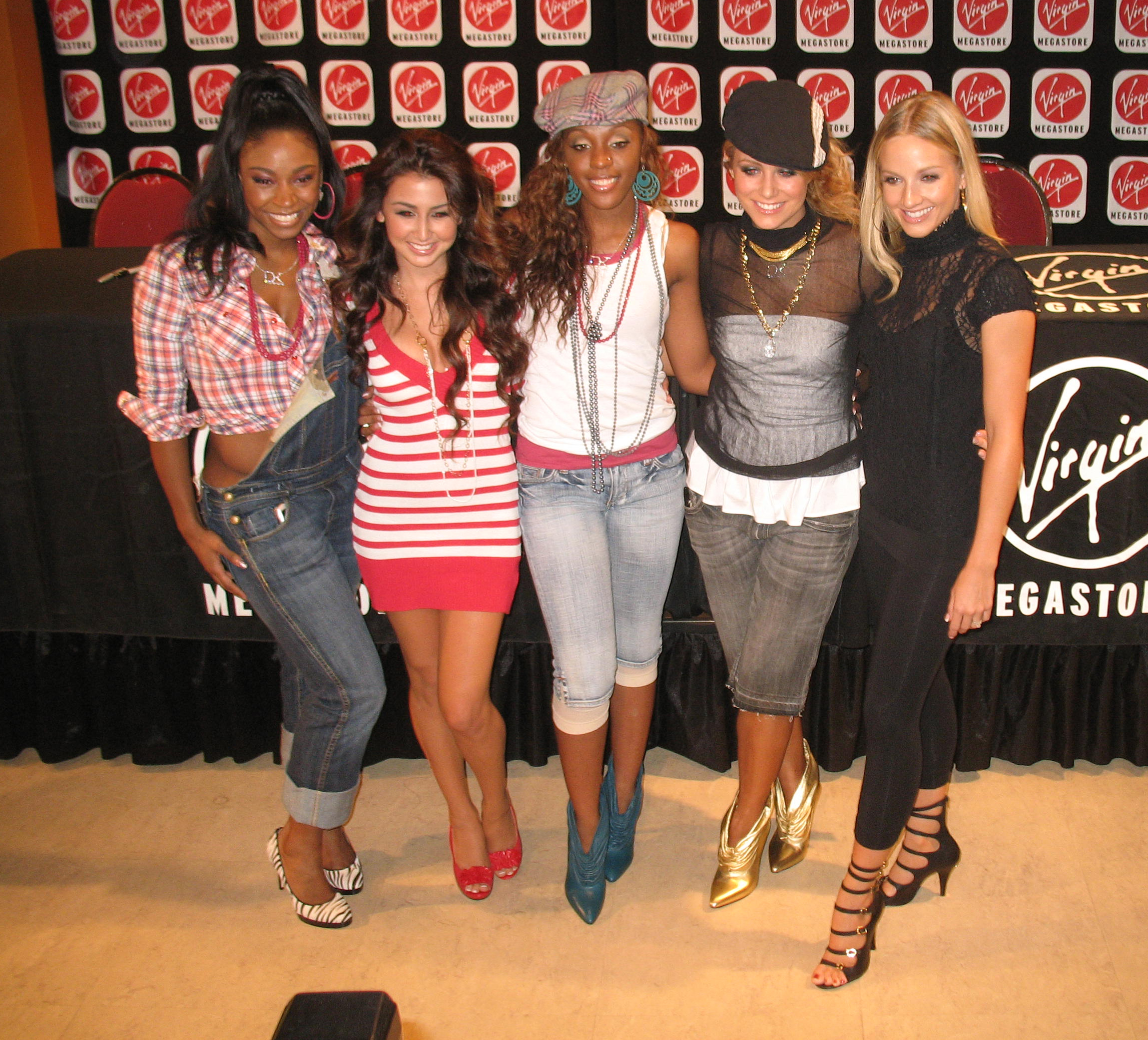
Danity Kane während einer Autogrammstunde im September 2006

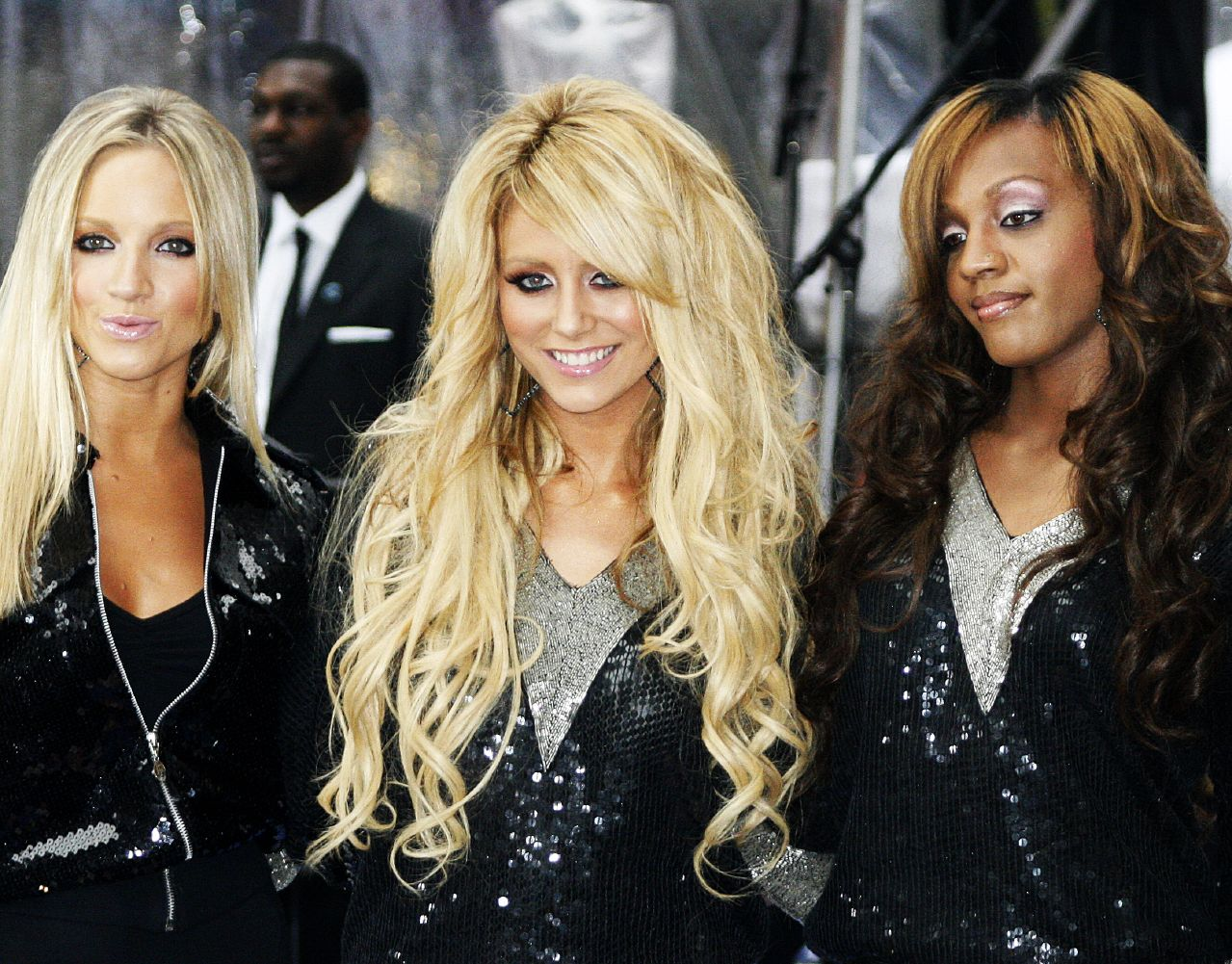
Shannon Bex, Aubrey O’Day und Dawn Richard (2006)

Im August 2006 erschien in den USA das Debütalbum, das den Bandnamen trug. Die von namhaften Produzenten wie Timbaland, Scott Storch, Ryan Leslie, Rodney „Darkchild“ Jerkins und Mario Winans eingespielte Platte verkaufte sich allein in ihrer ersten Veröffentlichungswoche mehr als 230.000 Mal und platzierte sich damit auf Anhieb auf Platz Nr. 1 der US-Albumcharts. Mittlerweile wurde das Album für mehr als 1,2 Millionen verkaufter Exemplare mit Platin ausgezeichnet. Die erste Singleauskopplung der Platte, Show Stopper, erreichte Platz 8 der Billboard-Charts und konnte sich sowohl in Deutschland als auch in Litauen in den Top 30 platzieren. Die zweite Auskopplung mit Titel Ride for You verfehlte hingegen den Einstieg in die Billboard Top 50.
Zwischen Februar und Mai 2007 begleiteten Danity Kane gemeinsam mit den Pussycat Dolls die Sängerin Christina Aguilera als Vorgruppe während ihrer Back-to-Basics-Tour durch Nordamerika. Etwa zur selben Zeit begann das Quintett mit den Vorbereitungen zu ihrem zweiten Album.

### 2008:Welcome to the Dollhouse
Ende 2007 bezogen die Fünf im Rahmen einer weiteren MTV-Staffel zusammen mit Day26, der Gewinnerband der nachfolgenden Making-the-Band-Staffel, ein gemeinsames Haus, wo die Gruppe mit den Studioaufnahmen zu Welcome to the Dollhouse begann. MTV Deutschland strahlte die Sendung ab 5. März 2008 immer mittwochs aus.
Ab 31. Januar 2008 war ihre Single Damaged in der amerikanischen iTunes-Version erhältlich, das dazugehörige Video wurde erstmals am 11. März 2008 bei MTV USA in der Sendung TRL gezeigt. Das zweite Album der Band, Welcome to the Dollhouse, ist am 18. März 2008 in den USA erschienen. In Deutschland wurde es am 9. Mai 2008 veröffentlicht. Ihre zweite Single Bad Girl wurde im Juni veröffentlicht.
Mitte Oktober wurde Aubrey von P. Diddy während der Show Making the Band 4 vor laufenden Kameras gefeuert, D. Woods stieg mit ihr aus der Formation aus. Einige Wochen später verließ Shannon Bex wegen Streitigkeiten mit P. Diddy die Gruppe. Im Januar 2009 löste sich Danity Kane komplett auf.
Dawn Richard ist aktuell Mitglied der Formation Diddy-Dirty Money, die von P. Diddy produziert wird.

### 2013–2014:Wiedervereinigung und zweite Trennung
Im Mai 2013 wurde über ein Comeback der Band gemunkelt, als vier von fünf Bandmitgliedern zusammen in Los Angeles gesichtet wurden. Am 25. August 2013 wurde offiziell die Wiedervereinigung der Band auf ihrer offiziellen Webseite bekanntgegeben. Nachdem Aubrey O’Day und D. Woods 2008 von P. Diddy gefeuert wurden, entschied sich Aubrey für das Comeback. D. Woods hingegen entschied sich, bei der Wiedervereinigung nicht teilzunehmen, und will weiterhin an ihrer Solo-Karriere arbeiten. Die Band hat beschlossen, ihr Comeback ohne P. Diddy zu planen. Am 25. August hatte die Band ihren ersten gemeinsamen Auftritt bei den MTV Video Music Awards und verkündete ihre erste neue Single Lemonade. Während des Comeback-Konzerts im House of Blue im Dezember sangen Danity Kane den neuen Song All in a Day's Work.
Am 16. Mai 2014, der ersten Nacht der #NOFilterTour, die 13 verschiedene Städte umfasste, gab Fibres bekannt, die Gruppe nach Tourneeende verlassen zu wollen. Aundrea Fimbres hatte sich zuvor mit ihrem Freund verlobt und konzentriert sich zukünftig auf ihre Familienplanung. Aubrey O’Day, Shannon Bex und Dawn Richard blieben als Trio weiterbestehen. Am 8. Juni absolvierte Fimbres ihren letzten gemeinsamen Auftritt mit Danity Kane beim LA Pride Festival.
Am 4. August 2014 kam es bei Studioaufnahmen in Los Angeles zu einer Auseinandersetzung, bei der Richard ihrer Bandkollegin O’Day ohne Vorwarnung einen Schlag verpasste. Anschließend erstattete O’Day bei der Polizei eine Anzeige wegen Körperverletzung. Am 8. August 2014 gaben die Bandmitglieder O’Day und Bex die erneute Trennung von Danity Kane bekannt.
Am 24. September 2014 haben O’Day und Bex bekannt gegeben, dass trotz der Trennung der Gruppe ihr drittes Album DK3 am 28. Oktober 2014 veröffentlicht wird.

## Diskografie

### Studioalben
| Jahr | Titel                    | Höchstplatzierung, Gesamtwochen, AuszeichnungChartplatzierungen (Jahr, Titel, Platzierungen, Wochen, Auszeichnungen, Anmerkungen) | Höchstplatzierung, Gesamtwochen, AuszeichnungChartplatzierungen (Jahr, Titel, Platzierungen, Wochen, Auszeichnungen, Anmerkungen) | Höchstplatzierung, Gesamtwochen, AuszeichnungChartplatzierungen (Jahr, Titel, Platzierungen, Wochen, Auszeichnungen, Anmerkungen) | Anmerkungen                            |
| Jahr | Titel                    | DE | CH | US | Anmerkungen                            |
| ---- | ------------------------ | --- | --- | --- | -------------------------------------- |
| 2006 | Danity Kane              | DE50 (1 Wo.)DE | CH83 (1 Wo.)CH | US1 Platin · (23 Wo.)US | Erstveröffentlichung: 22. August 2006  |
| 2008 | Welcome to the Dollhouse | — | — | US1 Gold · (21 Wo.)US | Erstveröffentlichung: 18. März 2008    |
| 2014 | DK3                      | — | — | US44 (1 Wo.)US | Erstveröffentlichung: 27. Oktober 2014 |

### Singles
| Jahr | Titel Album                      | Höchstplatzierung, Gesamtwochen, AuszeichnungChartplatzierungen (Jahr, Titel, Album, Platzierungen, Wochen, Auszeichnungen, Anmerkungen) | Höchstplatzierung, Gesamtwochen, AuszeichnungChartplatzierungen (Jahr, Titel, Album, Platzierungen, Wochen, Auszeichnungen, Anmerkungen) | Höchstplatzierung, Gesamtwochen, AuszeichnungChartplatzierungen (Jahr, Titel, Album, Platzierungen, Wochen, Auszeichnungen, Anmerkungen) | Anmerkungen                                          |
| Jahr | Titel Album                      | DE | AT | US | Anmerkungen                                          |
| --- | -------------------------------- | --- | --- | --- | ---------------------------------------------------- |
| 2006 | Show Stopper Danity Kane         | DE27 (9 Wo.)DE | AT60 (4 Wo.)AT | US8 Gold (Mastertone) · (20 Wo.)US | Erstveröffentlichung: 22. August 2006 feat. Yung Joc |
| 2006 | Ride for You Danity Kane         | — | — | US78 (1 Wo.)US | Erstveröffentlichung: 11. Dezember 2006              |
| 2008 | Damaged Welcome to the Dollhouse | — | — | US10 Platin · (22 Wo.)US | Erstveröffentlichung: 29. Januar 2008                |
| Folgende Lieder erschienen nicht als Single, wurden aber durch das Album zum Download und Streaming bereitgestellt und konnten somit eine Platzierung erlangen: |                                  | | | |                                                      |
| |                                  | | | |                                                      |
| 2006 | Sleep on It Danity Kane          | — | — | US64 (2 Wo.)US |                                                      |

Weitere Singles
- 2006: Home for Christmas
- 2008: Bad Girl (feat. Missy Elliott)
- 2014: Lemonade (feat. Tyga)
- 2014: Rhythm of Love
- 2019: Neon Lights
- 2020: New Kings